# Xiong'an
Xiong'an eller Xiong'an New Area (雄安新区; Xióngān xīnqū) är en planerad storstadszon i Baoding i Hebeiprovinsen i Kina. Projektet offentliggjordes i april 2017.
Xiong'an ligger ungefär 100 km sydväst om Peking och 100 km väster om Tianjin. Storstadszonen är placerad i centrum av den triangel som bildas mellan Peking, Tianjin och Shijiazhuang. Det första steget involverar 100 km² med möjligheter att exponeras till 2 000 km².
Från Peking kommer funktioner att fasas över till Xiong'an som inte har direkta kopplingar till huvudstaden. Xiong'an kommer i Kinas norra region att utvecklas parallellt med Shenzhen Special Economic Zone i söder och Shanghai Pudong New Area i öster som en ekonomisk motor i Peking-Tianjin-Hebei-regionen.